# Locomotiva SB 32f
Le locomotive gruppo 32f della Südbahngesellschaft (SB) erano un gruppo di locomotive a vapore a tender separato.
La SB necessitava di macchine potenti, per il traino di treni passeggeri pesanti e postali sulle linee di montagna. Si progettò così una locomotiva a tre assi accoppiati, con carrello anteriore per iscriversi nelle curve più strette. Avevano telaio interno e distribuzione Heusinger.
Le locomotive vennero costruite dal 1896 al 1898 dalle fabbriche StEG, Wiener Neustadt e Floridsdorf, in 27 unità. Furono classificate nel gruppo 32f, con numeri 1701–1727.
Le 32f vennero assegnate ai depositi di Bolzano, Trieste e Gloggnitz, ma poiché i risultati di esercizio sulle linee più acclivi si erano dimostrati inferiori alle aspettative, vennero presto sostituite dalle locomotive gruppo 170 per i servizi più gravosi.
Nel 1923 le unità 1701 e 1707 vennero ricostruite a vapore surriscaldato, aumentando la pressione di vapore a 14 atm e il diametro dei cilindri a 550 mm. Venne anche installata una distribuzione tipo Lentz-Ventil.
In seguito ai mutamenti territoriali conseguenti alla prima guerra mondiale, 16 unità pervennero alle FS italiane, che le classificarono nel gruppo 652, radiandole entro il 1931; altre tre unità pervennero alle JDŽ jugoslave, che le classificarono nel gruppo 109. Queste ultime pervennero durante la seconda guerra mondiale alle DR tedesche, che le classificarono ne gruppo 38.5.